# Cryptolepas rhachianecti
Cryptolepas rhachianecti is een zeepokkensoort uit de familie van de Coronulidae. De wetenschappelijke naam van de soort is voor het eerst geldig gepubliceerd in 1872 door Dall.